# فرس صغير (قرية)
فرس صغير قرية سوريّة تتبع إداريّاً لمحافظة حلب منطقة منبج ناحية أبو قلقل، بلغ تعداد سكانها 1,639 نسمة حسب التعداد السكاني لعام 2004.